# Наумовка (Нижньогородська область)
Наумовка (рос. Наумовка) — село в Арзамаському районі Нижньогородської області Російської Федерації.
Населення становить 651 особу. Входить до складу муніципального утворення Чернухинська сільрада.

## Історія
Від 2009 року входить до складу муніципального утворення Чернухинська сільрада.

## Населення
| 1859 | 1891 | 1999 | 2002 | 2009 | 2010 |
| ---- | ---- | ---- | ---- | ---- | ---- |
| 215  | ↗422 | ↗859 | ↘710 | ↘704 | ↘651 |